# 双河水库 (长丰)
双河水库是中国安徽省合肥市长丰县境内的一座水库，位于淮河水系洛河上，建于1977年。水库正常库容为1380万立方米，集雨面积为62平方千米，海拔为43.5米。